# Río Blanco (Fiordo Obstrucción)
El río Blanco es un curso natural de agua ubicado en la Región de Magallanes y de la Antártica Chilena, Chile. Fluye en dirección general oeste hasta desembocar en el fiordo Obstrucción.
- Datos: Q127427468

## Trayecto
El río Blanco nace, según un mapa publicado por SERNATUR, al este de las estribaciones occidentales del cerro La Silueta de la cordillera Pinto y fluye hacia el oeste hasta desembocar en el fiordo Obstrucción, al sur de la Punta Intervene de la península Muñoz Gamero.

Ríos entre Río Verde y Puerto Natales

.

## Población, economía y ecología
La conexión vial entre las ciudades de Punta Arenas y Puerto Natales se hacía hasta 2024 sobre la Ruta-9 rodeando por el este y el norte la cordillera Chilena, la cordillera Pinto y la cordillera Vidal (que dan origen a ríos que desembocan en el Pacífico y otros en el Atlántico). En 2024 se está construyendo una ruta que terminara de unir ambas ciudades siguiendo la costa norte del seno Skyring para luego girar hacia el norte y bordear la costa este del fiordo Obstrucción.
Se trata de una senda de penetración, que unirá la Ruta Y-340 desde el sector de seno Obstrucción con la zona de bahía Williams en la ribera norte de seno Skyring, con la Ruta Y-502 Río Pérez.